# Aeropuerto de Pekín-Nanyuan
El aeropuerto de Pekín-Nanyuan (IATA: NAY, OACI: ZBNY) es una base aérea militar que también sirve como aeropuerto secundario de Pekín, China. Está localizado en el distrito de Fengtai, 3 km al sur del cuarto anillo de circunvalación y 13 kilómetros de la plaza de Tiananmen. Abrió por primera vez en 1910, por lo que es el aeropuerto más antiguo en China. Es el hub principal de China United Airlines.

## Historia
En 2008, el aeropuerto de Nanyuan fue testigo de una alta tasa de crecimiento. El número total de pasajeros atendidos se incrementó en 80,1%, alcanzando 1 357 038, mientras que el total de carga alcanzó 13 243 toneladas, que representa un aumento del 65,6% respecto al año anterior. Los movimientos de tráfico también tuvieron una tasa de crecimiento muy fuerte del 72,2%, registrando 12 245.
All Nippon Airways expresó su deseo iniciar un vuelo chárter desde Tokio-Haneda durante los Juegos Olímpicos de Verano de 2008, sin embargo, las dificultades para coordinar con los militares, el vuelo se hizo prácticamente imposible.
Abrió una nueva terminal en septiembre de 2013, diseñada con una capacidad de manejo de pasajeros de 6 millones de personas. La terminal anterior era capaz de manejar 2,8 millones de pasajeros durante el año 2011.
Aeropuerto de Nanyuan cerrará una vez que el proyecto de aeropuerto internacional de Pekín Daxing se construye, se estima que a finales de 2018.

## Aerolíneas y destinos

### Pasajeros
| Aerolíneas            | Destinos |
| --------------------- | --- |
| China United Airlines | Anshun, Arxan, Baotou, Bayannur, Bijie, Changzhi, Chengdú, Chifeng, Chizhou, Dalian, Datong, Foshan, Fuyang, Cantón, Haikou, Hailar, Harbin, Hengyang, Hohhot, Huangshan, Huizhou, Jiayuguan, Jinchang, Kunming, Lanzhou, Lianyungang, Linyi, Manzhouli, Nanyang, Ningbo, Ordos, Qingyang, Qiqihar, Quzhou, Rizhao, Sanya, Shanghái–Hongqiao, Shanghái–Pudong, Shenzhen, Tongliao, Ulanhot, Wenzhou, Xiamen, Xiangyang, Xilinhot, Xingyi, Yan'an, Yichun, Yulin, Zhoushan (todos finalizaron el 29 de septiembre de 2019) |

## Estadísticas
Ver fuente y consulta Wikidata.

## Transporte terrestre
Un servicio de autobús está disponible desde y hacia el Air China Building en Xidan en el centro de Pekín. Las tarifas solo de ida son de 18 yuanes. No hay conexión de metro, el aeropuerto está situado al sur de la estación de Dahongmen en la sección sur de la Línea 10 del metro de Pekín. La distancia es de 10 km por carretera, unos 20 minutos en taxi, desde Dahongmen o Gongyixiqiao.